# شهرستان وارن (نیویورک)
شهرستان وارن، نیویورک (به انگلیسی: Warren County, New York) یک سکونتگاه مسکونی در ایالات متحده آمریکا است که در ایالت نیویورک واقع شده‌است.

## خصوصیات
شهرستان وارن ۲٬۴۱۳٫۸۸ کیلومترمربع مساحت دارد.